# Sainte-Gayané
L'église Sourp Gayané (en arménien : Սուրբ Գայանե, « Sainte-Gayané ») est une église du Saint-Siège d'Etchmiadzin. Elle a été construite en 630. Sur le site même aurait eu lieu le martyre de cette Gayané qui était une jeune fille romaine réfugiée en Arménie. Son gavit est construit en 1688. L'église est également rénovée comme les deux précédentes au XVIIe siècle et possède une coupole octogonale située au milieu de la petite nef et du transept, un tambour lui aussi octogonal et percé de quatre fenêtres, le tout reposant sur des arcs. Selon Vahé Godel, « placez-vous exactement sous le faîte de la coupole hexagonale (figurant le cœur même du Royaume d'En-Haut), restez debout, immobile, les yeux fermés : vous ne tarderez pas à vous sentir traversé de bas en haut par un flux de chaleur, un fluide volcanique, une énergie qui semble issue du centre de la terre et dont pas une seconde vous ne douterez qu'elle vous relie au Ciel… ».

## Patrimoine mondial de l'humanité
Depuis 2000, le complexe religieux d'Etchmiadzin ainsi que le site archéologique de Zvartnots sont inscrits sur la liste du Patrimoine mondial de l'UNESCO.